# Mario Basiola
Mario Basiola (Annicco, 12 luglio 1892 – Milano, 3 gennaio 1965) è stato un baritono italiano.

## Biografia
Dopo aver studiato al Conservatorio Santa Cecilia a Roma con Antonio Cotogni, debuttò nel 1918 al Teatro Morgana della stessa città ne La traviata.
Dopo alcuni anni di attività in teatri di provincia, cominciò ad apparire in sedi più importanti in Italia, come Genova e Bari, e nel 1921 apparve per la prima volta all'estero a Barcellona.
Nel 1923 iniziò un'intensa attività nei principali teatri degli Stati Uniti, fino al debutto nel 1925 al Metropolitan Opera, dove si esibì fino al 1932 soprattutto nel repertorio verdiano (Ernani, Rigoletto, Aida, Il trovatore, La forza del destino, Falstaff), oltre che ne Il barbiere di Siviglia, Lucia di Lammermoor, Tosca, Cavalleria rusticana, Pagliacci. Partecipò inoltre alle prime americane di Fra Gherardo di Pizzetti, Le preziose ridicole di Lattuada, La notte di Zoraima di Montemezzi. Apparve al Met in oltre 250 recite.
Rientrato in Europa, continuò la carriera nei principali teatri italiani: Teatro dell'Opera di Roma, San Carlo di Napoli, Maggio Musicale Fiorentino, Bologna ecc., partecipando anche alla riproposizione di opere quasi dimenticate, come Il pirata e La straniera di Bellini, Il figliuol prodigo di Ponchielli (eseguito a Cremona, città natale del compositore, nel 1934), oltre che alla prima assoluta di Imelda di Gandino. Nel 1939 apparve alla Royal Opera House di Londra ne Il trovatore e La traviata.
Dopo la fine del conflitto continuò ancora l'attività per alcuni anni in Italia. Nel 1952 aprì con la moglie, il soprano Caterina Gobbi, una scuola di canto a Milano, avendo fra i suoi allievi Giangiacomo Guelfi e Mario Sereni.
Suo figlio, anch'egli di nome Mario, fu a sua volta un apprezzato baritono.

## Discografia
- La Gioconda (selez.), con Gina Cigna, Beniamino Gigli, Gianna Pederzini, Tancredi Pasero, dir. Tullio Serafin - dal vivo Cremona 1934 ed. Timaclub
- Pagliacci, con Beniamino Gigli, Iva Pacetti, Leone Paci, dir. Franco Ghione - EMI 1934
- Madama Butterfly, con Toti Dal Monte, Beniamino Gigli, Vittoria Palombini, dir. Oliviero De Fabritiis - EMI 1939
- La traviata, con Maria Caniglia, Beniamino Gigli, dir. Vittorio Gui - dal vivo Londra 1939 ed. Arkadia/Eklipse
- Il trovatore, con Jussi Björling, Gina Cigna, Gertrud Wettergren, Corrado Zambelli, dir. Vittorio Gui - dal vivo Londra 1939 ed. GOP

## Repertorio
| Compositore               | Opera/Oratorio          | Ruolo                    |
| ------------------------- | ----------------------- | ------------------------ |
| Vincenzo Bellini          | I puritani              | Riccardo                 |
| Vincenzo Bellini          | Il pirata               | Ernesto                  |
| Vincenzo Bellini          | La straniera            | Valdeburgo               |
| Georges Bizet             | Carmen                  | Escamillo                |
| Georges Bizet             | Les pêcheurs de perles  | Zurga                    |
| Joaquim Cassadó i Valls   | Il Monaco nero          |                          |
| Alfredo Catalani          | Dejanice                | Dàrdano                  |
| Alfredo Catalani          | La Wally                | Gellner                  |
| Alfredo Catalani          | Loreley                 | Hermann                  |
| Gustave Charpentier       | Louise                  | Father                   |
| Francesco Cilea           | L'Arlesiana             | Baldassarre              |
| Gaetano Donizetti         | Don Pasquale            | Dr. Malatesta            |
| Gaetano Donizetti         | La favorita             | Alfonso                  |
| Gaetano Donizetti         | L'elisir d'amore        | Belcore                  |
| Gaetano Donizetti         | Linda di Chamounix      | Antonio                  |
| Gaetano Donizetti         | Lucia di Lammermoor     | Enrico                   |
| Adolfo Gandino            | Imelda                  | Brandino                 |
| Umberto Giordano          | Andrea Chénier          | Carlo Gérard             |
| Umberto Giordano          | Fedora                  | De Siriex                |
| Christoph Willibald Gluck | Alceste                 | High Priest of Apollo    |
| Antônio Carlos Gomes      | Il Guarany              | Gonzales                 |
| Charles Gounod            | Faust                   | Valentin                 |
| Felice Lattuada           | Le preziose ridicole    | Jodelet                  |
| Ruggero Leoncavallo       | Edipo Re                | Edipo                    |
| Ruggero Leoncavallo       | Pagliacci               | Silvio                   |
| Ruggero Leoncavallo       | Pagliacci               | Tonio                    |
| Franco Leoni              | L'oracolo               | Cim-Fen                  |
| Gaetano Luporini          | I dispetti amorosi      | Momi                     |
| Pietro Mascagni           | Cavalleria Rusticana    | Alfio                    |
| Jules Massenet            | Manon                   | Lescaut                  |
| Jules Massenet            | Thaïs                   | Anthanaël                |
| Giacomo Meyerbeer         | Dinorah                 | Hoël                     |
| Giacomo Meyerbeer         | L'Africana              | Nelusko                  |
| Italo Montemezzi          | La nave                 | Sergio Gràtico           |
| Italo Montemezzi          | La notte di Zoraima     | Pedrito                  |
| Italo Montemezzi          | L'amore dei tre re      | Manfredo                 |
| Jacques Offenbach         | Les contes d'Hoffmann   | Dappertutto              |
| Lorenzo Perosi            | Il Natale del Redentore | Storico                  |
| Ildebrando Pizzetti       | Fra Gherardo            | Il vescovo / Bishop      |
| Amilcare Ponchielli       | Il figliuol prodigo     | Amenofi                  |
| Amilcare Ponchielli       | La Gioconda             | Barnaba                  |
| Giacomo Puccini           | La bohème               | Marcello                 |
| Giacomo Puccini           | Madama Butterfly        | Sharpless                |
| Giacomo Puccini           | Tosca                   | Scarpia                  |
| Giacomo Puccini           | Turandot                | Ping                     |
| Ottorino Respighi         | La campana sommersa     | Ondino/Nickelmann        |
| Ottorino Respighi         | La fiamma               | Basilio                  |
| Ottorino Respighi         | Lucrezia                | Sesto Tarquinio          |
| Ottorino Respighi         | Maria egiziaca          | Abbate Zosimo/Pellegrino |
| Nikolaj Rimskij-Korsakov  | Sadko                   | Ospite veneziano         |
| Gioachino Rossini         | Guglielmo Tell          | Guglielmo Tell           |
| Gioacchino Rossini        | Il barbiere di Siviglia | Figaro                   |
| Camille Saint-Saëns       | Samson et Dalila        | High Priest of Dagon     |
| Gaspare Spontini          | La vestale              | Cinna                    |
| Ambroise Thomas           | Mignon                  | Lothario                 |
| Giuseppe Verdi            | Aida                    | Amonasro                 |
| Giuseppe Verdi            | Don Carlo               | Rodrigo                  |
| Giuseppe Verdi            | Ernani                  | Don Carlo                |
| Giuseppe Verdi            | Il trovatore            | Conte Di Luna            |
| Giuseppe Verdi            | La forza del destino    | Don Carlo di Vargas      |
| Giuseppe Verdi            | La traviata             | Giorgio Germont          |
| Giuseppe Verdi            | Luisa Miller            | Miller                   |
| Giuseppe Verdi            | Nabucco                 | Nabucco                  |
| Giuseppe Verdi            | Otello                  | Iago                     |
| Giuseppe Verdi            | Rigoletto               | Rigoletto                |
| Giuseppe Verdi            | Un ballo in maschera    | Renato                   |